# 嵐の伝説
『嵐の伝説』（あらしのでんせつ）は、佐藤将による日本のギャグ漫画作品。『別冊少年マガジン』（講談社）2009年10月号（創刊号）から2011年10月号まで連載された。
元々は掲載誌である『別マガ』創刊前に編集部へ持ち込まれ第80回週刊少年マガジン新人漫画賞奨励賞を受賞した作品であり、その受賞作品がそのまま第1話となって連載化した稀有な作品である。なお『マガジンSPECIAL』2010年No.4に代理原稿として読み切りが掲載され、その際の評判が良かったため2010年No.6には特別読み切りとして再度掲載されている。また出張読み切りとして『週刊少年マガジン』2010年43号・2010年49号にも掲載された。

## 概要
『北斗の拳』などの世界観を彷彿とさせるような近未来と、平穏な現代日本である過去の2つが舞台として設定され、その未来と過去の出来事を対比させつつ劇画的に進行していく作風が特徴。主人公など一部のキャタクターは現代と未来とでは性格が大きく変貌している（気弱な女子が、殺戮を繰り返す狂人となっているなど）など、共通点を持ちつつも、世界観の印象の違いから生まれるギャップが本作のメインとなるネタとも言える。

## あらすじ
20XX年、環境破壊が原因となって起きた「裁きの日」。あらゆる天変地異の前に文明社会はなす術無く崩壊し、世は無法と暴力に溢れ、さらに異常進化を遂げて異形（クリーチャー）化した生物が跋扈する混沌の極みへと暗転した。だが、辛苦に打ちひしがれる人類を統べ、乱世に抗う一人の指導者が現れた。その名は嵐分吾。その圧倒的な行動力とカリスマ性で多くの人々を絶望から希望へと導くが、未来の彼の過去というべき現代の姿は、とある高校の問題児であった。
人類の要となる以前の男の日常を、未来の勇姿にオーバーラップさせて綴った知られざる英雄伝説前日譚である。

## 登場人物

### 主要人物
嵐 分吾（あらし ぶんご）
本作の主人公。鳳雛高校2年A組在籍。部活は映画研究会所属。長髪に鋭い三白眼と、飄々としつつも押し出しが強く大胆不敵、かつ包容力もある言動は「裁きの日」後の崩壊した世界の指導者たる素質を彷彿とさせるが、現代の世界ではがさつでものぐさで、学校の成績は芳しくなく、妹からは呆れられている一介の高校生である。中華料理店でアルバイトもしている。
人の愚かしい面や世界の不条理においては否定的ながらも、ある程度現実的に受け止めた上でモラルや理想の確立を模索する信条であり、それが未来においては人を総べる指導者としての資質に結実していく。武器は日本刀。
嵐 穂波（あらし ほなみ）
分吾の妹。ゴキブリが苦手。兄の分まで家事もこなすしっかり者の常識人。「裁きの日」以後の世界には登場していなかったが、最終話にて、「裁きの日」の後、血まみれになり目を見開いたままの穂波らしき人物を、分吾が背負っている姿が描かれた。
宮（みや）
分吾の友人でクラスメイト。分吾の話では授業中にウンコを漏らしたことがあるという。清純派アイドル・清原ジュンのファンである。「裁きの日」後の状況は不明。
石田 梓（いしだ あずさ）
分吾とはわりと仲の良いクラスメイト。優しさを大切にする亡父の教えに則り、「裁きの日」後の世界では拷問はせずにチェーンソーで一閃斬首する殺戮鬼の「首刈りアズサ」となって分吾と敵対するが、現代の世界では内気で奥ゆかしく、下ネタには弱い女の子である。自分の性格とは正反対な分吾に惹かれているフシがある。
分吾に誘われたことがきっかけで同じく映画研究会に所属しており、演技においては激しい気性を持つ役を堂々と演じきった力量は未来における破滅的行動力を彷彿とさせるものがある。
分吾にとっても穂波と同じく「裁きの日」以降の生き方を決定付けた原点たる存在でもあった。
港 風子（みなと ふうこ）
「裁きの日」後の世界においては素材の味を完膚なきまでに殺す調理センスを活かし、汚染等で劣悪な味となった食物の不味さを消す「乱世の料理人」として嵐の軍団を支える存在となるが、現代の世界では料理がド下手で味オンチなヤンキー娘である。年下の彼氏がいる。
青柳 佐助（あおやぎ さすけ）
「裁きの日」後の世界においては嵐軍の幹部。向井仁義とは親友。初期はよく分吾とともに登場していた。武器は槍。伏見軍残党との交戦中に現代へタイムスリップする。路頭に迷う中、かつての宿敵・菅原牡丹と遭遇するが、意外な結末で運命の無情を見届ける役回りになる。
伏見 閑太郎（ふしみ かんたろう）
「裁きの日」後の世界においては旧新宿一帯に自らの王国（フシミランド）を築き、人前には決して姿を現さずに組織を率いて数々の悪行を成す「無貌の王」として嵐と敵対するが、現代の世界では不登校のひきこもり高校生である（嵐とは同じ学校で、一応の付き合いもある）。
無秩序を道化じみた茶番と見立て、理想は万人には適さぬ選民主義的な尺度と解して背を向ける俗物志向の男で、堕落した愚かしさこそ人の本質であり、必定の安寧と捉えている。故に未来においても己の愚を自認した上で、退廃と享楽のみを追求する生き様を貫く。そのためか、側近の部下は侍女のみで構成されている。
菅原 牡丹（すがわら ぼたん）
「裁きの日」後の世界においては伏見の侍女でリーダー的存在。侍女たちを指揮して伏見を警護し、謁見を求める客に応対をする役目を担う。その際、謁見を装って近づき、隙を見て伏見を討とうとする刺客を返り討ちにしていた。嵐軍との戦いに敗れた後も残党を束ねて引き続き敵対し、嵐軍の青柳佐助の部隊との交戦中に現代へタイムスリップする。合理的かつ客観的な分析力で自分の置かれた状況を把握し、青柳と共に平和な世界の中で人生の改変を目指そうとするが、内心では世の全てを、己自身をも冷酷な諦念で断じていた。
現代の世界においても冷静な性格で、子供ながら人や世界の負の側面にも冷静かつ世慣れた対応をする胆力は成長後の片鱗を思わせるものがある。
平 希望（たいら のぞみ）
「裁きの日」後の世界においては伏見の侍女。いかつい容姿だが内面は繊細で、子供の頃からオカルトやハードSFの漫画を描く夢を抱いていたため、なにかと妄想力が強い。同輩であり戦友でもある牡丹への信頼は篤く、嵐軍との戦いに敗れた後も共に行動し、牡丹の存在を後世に残そうとペンを取る。
現代の世界ではいじめられがちな小学生で、牡丹とはこの頃からの友人同士。
親不知 巧（おやしらず たくみ）
「裁きの日」後の世界では肉体の超進化を遂げた自身を絶対的な「超人類」とし、新世界の覇王を目指す。強靭剛毅な肉体を武器に、己の力と野望のみを信じ、見限った旧人類を滅ぼそうとする超越者として嵐と敵対するが、現代の世界では愛を求め、気高くも思い切りが悪く、俗物思考から脱却できずに悶々とする一介の高校生である（嵐とは異なる学校に通う）。
現代の世界でも日常生活の中で嵐と幾度か場を同じくする機会があるが、双方とも面識を得るには至ってない。
山村 則男（やまむら のりお）
「裁きの日」後の世界では卑怯卑劣な下衆にして強欲な色魔。通称「ノリオ様」。自身と同じくパンクファッションで、いかにも雑魚な部下を多く従える小悪党。現代の世界では嵐家の近所に住む生意気で食べ物の好き嫌いが多いスケベな幼児。嵐家とは家族同然の付き合いがあるが、（穂波目当てのため）分吾とは犬猿の仲。
美作 詩（みまさか うた）
嵐家行きつけの豆腐屋の近くでよく遊んでいる小学生の女の子。豆腐屋の様子を観察するうちに嵐兄妹に興味を持ったことがきっかけで分吾と仲良くなり、以来豆腐屋と穂波の動向を積極的に調査して聞かせるようになる。「裁きの日」以降の消息は不明。

### 分吾の家族（現代）
嵐 雲雀（あらし ひばり）
分吾、穂波の祖母。風貌は分吾に瓜二つ。マイペースで忘れっぽく、時間の感覚が希薄。
嵐 鉄舟（あらし てっしゅう）
分吾、穂波の父。風貌は分吾に瓜二つで口ひげを生やしている。娘にはかまってほしくて優しくなる分、息子には厳しくなるお茶目な父性の持ち主。得意技は卍固め。

### 鳳雛高校（現代）
神宮寺（じんぐうじ）
分吾が通う鳳雛高校の女子生徒。気が強く男性に対して潔癖。
羊山（ひつじやま）
分吾が通う鳳雛高校の男子生徒。水泳部員。
山上 光圀（やまがみ みつくに）
分吾が通う鳳雛高校の男子生徒。現代においては巨大財閥の御曹司で「将来国を掴む」とまで言われた天才だが、自信家で己の弱点に対する認識の甘さが「裁きの日」後に命とりとなる。
臼井 鬼一（うすい きいち）
分吾のクラスメイト。坊主頭で、髪が薄いことに悩んでいる。

### その他（現代）
港 鶚（みなと みさご）
港風子の母。風子に、実家に代々伝わるスープを伝授する。
今野 拳（こんの けん）
現代における港風子の年下の彼氏。風子には頭が上がらず、彼女の手料理ではひどい目に遭わされる。「裁きの日」後の状況は不明。

### 嵐軍（未来）
桃木 実（ももき みのる） / 二代目グレート・イザナギ
現代においては「いずもプロレス」というインディーズプロレス団体の新人レスラーで、師「グレート・イザナギ」と先輩レスラーからの期待を一身に集めていた。「裁きの日」後の世界では嵐軍出雲特別部隊戦闘隊の副隊長としてゾンビと戦っている。そんな中、ゾンビ化したグレート・イザナギとの激闘の末、二代目を襲名する。
雲の十三（くものじゅうぞう）
「裁きの日」後の世界においては嵐軍の一員。雲のように自由な男と自称する。
ホナミ
牛型異形（クリーチャー）と人の間に生まれた半牛半人の少女。親に捨てられ、荒野で孤独に生きていた当初は「件（くだん）」と呼ばれた人類の敵であった。しかし分吾に敗れた後は、分吾から妹の名を与えられ仲間となる。
林崎 伸ノ進（はやしざき しんのしん）
「裁きの日」後の世界においては嵐軍の一員。大阪にて大敵である恵比寿大禅と交戦。味方を救うため、自爆して果てる。崩れた福笑いのような風貌をしているが、人望は厚い男だった。
赤銅 進（しゃくどう すすむ）
「裁きの日」後の世界においては嵐軍の一員。異形（クリーチャー）に家族を食い殺され、林崎に救出された孤児。成長後は冷静な性格から軍団の中でリーダー格として重用されるようになり、勝又雪菓と結ばれる。
勝又 雪菓（かつまた せつか）
「裁きの日」後の世界においては嵐軍の一員。親を恵比寿大禅に殺害された孤児。成長後、異形（クリーチャー）から孤児たちを守り、顔の右半分を潰されてしまう。後に赤銅進と結ばれる。
向井 仁義（むかい じんぎ）
「裁きの日」後の世界においては嵐軍の一員。謁見を装い袖に仕込んだ刃で伏見を討とうとするも、菅原牡丹に返り討ちにされてしまう。現代では筋トレを趣味とし、日々鏡の前でポーズをとっている。関西弁。
俵 充（たわら みつる）
「裁きの日」後の世界においては嵐軍の一員。武器は日本刀。首刈りアズサに敗れ、命を落とす。現代では日夜ゲームにいそしむ引きこもりである。
新羅 六郎（しらぎ ろくろう）
「裁きの日」後の世界においては嵐軍の一員。隊長を務める。武器は長棍棒。武運がいいのか、部隊が全滅するような過酷な戦況でも一人だけ生き残ってしまう。当初は「不死身」と呼ばれていたが、何度も全滅した部隊の中で1人だけ生還するため、「死神」と呼ばれるようになる。実際には誰よりも自己犠牲心が強く仲間思いな男である。故に死んでいった戦友たちからは愛されており、空から新羅を見守っているが、その人数の多さは深刻な域に達している。ガチャピン派。
呉 元示（くれ げんじ）
「裁きの日」後の世界においては嵐軍の一員。激戦に巻き込まれ、戦友の新羅に「生きろ」と言い残し、散る。その後は空から新羅を見守っている。ムック派。
呉 ゆら（くれ ゆら）
「裁きの日」後の世界においては嵐軍の一員。呉元示の妹。元示の死後、新羅の部隊に配属される。当初は新羅のせいで兄が死んだと思っていたが、共に闘ううちに誤解が解け、最期は新羅を守って散る。その後は兄と非常にたくさんの戦友たちとともに新羅を見守っている。
堺 妻三郎（さかい つまさぶろう）
「裁きの日」後の世界においては嵐軍において「七本槍」の異名を持つ武将団の一人。武器は蛇矛。「荒漢」の異名をとる、どこまでも強さを追い求める武人気質の男。彫師・戸隠重明を訪ね、背中に「阿蘇山の荒顎」を彫る。
現代の世界では嵐とは異なる学校に通う一介の高校生だが、武と義を重んじ何事も戦いに関連付けて決裁する性格は全く変わりない。
田代 蓬（たしろ よもぎ）
「裁きの日」後の世界においては嵐軍諜報部の一員。東北の敵・白鳥廻天の軍に潜入調査を行う。廻天に素性を見抜かれ、囚われの身となる。
飾屋 一（かざりや はじめ）
「裁きの日」後の世界においては嵐軍の幹部。美貌の持ち主で周囲からは「王子」と呼ばれている。だが本人はそのようなキャラクターには全くこだわることがなく、必要とあらば自ら顔を傷つける荒業も厭わない。現代では遊園地の着ぐるみのバイトをしているが、分吾の言葉が契機となり、キャラを捨てて己の意地を通したあと、解雇となる。
名和 広胤（なわ ひろたね）
「裁きの日」以前から生物学に興味を持っており、現代の世界では嫌いなクラスメイトの動向を冷静な視点で観察する学生だった。嫌悪の対象にも探究心を貫徹して観察研究する姿勢は「裁きの日」後に嵐軍の異形（クリーチャー）研究者として結実し、「名和動物記」を著す。
遠藤 雷蔵（えんどう らいぞう）
嵐軍の軍師。「裁きの日」以前は科学者だったという。親不知率いる超人類軍団との決戦に臨む分吾に、戦うことの因果性について決定論的見解に基づいた持論を述べる。容姿はモータルコンバットのライデンに似ている。

### 嵐の敵（未来）
グレート・イザナギ 、千引 岩雄（ちびき いわお） 、平坂 良（ひらさか りょう）
現代においてはいずれも出雲を本拠地とするインディーズプロレス団体「いずもプロレス」に所属するベビーフェイスギミックのレスラー。マスクレスラーのイザナギは千引、平坂、そして桃木実の師匠であり、千引と平坂は桃木の兄弟子である。「裁きの日」後、3人ともゾンビとなってしまう。しかし生前のフェアな精神は健在なのか、通常のゾンビの主力武器である噛みつきを行わず、もっぱらプロレス技で攻撃する。出雲において、かつての弟子であり後輩である桃木と、激しくも正々堂々たる戦いを繰り広げる。
橋本 一球（はしもと いっきゅう）
現代の世界ではフォークボールを得意球とする高校球児だったが、「裁きの日」後は伏見配下の悪党となり、暴力に明け暮れた日々を送る。荒廃した世界の中で己自身も取りかえしがつかぬほど荒んでいく中、相棒の番から野球への愛情と命の選択を選ぶ投球を迫られる。
番 常夫（ばん つねお）
現代の世界では橋本とバッテリーを組む捕手だったが、「裁きの日」後は橋本と同じく伏見配下の悪党となる。野球の夢を絶たれて野放図に荒れていく相棒の橋本を見かね、己の命を懸けてその真意を質そうとする。
白鳥 廻天（しらとり かいてん）
「裁きの日」後の世界においては岩手県を本拠地とする嵐軍の敵。紙面を覆い尽くさんばかりの妖気を使って全てを見通す「遠野の妖怪」として恐れられている。常時不気味な仮面で素顔を隠しており、その素性や出自には不明な点が多いが、人間とは異なる存在としての客観的知性を持っており、嵐軍との決戦に臨む親不知に自らの見解と無常的世界観に基づいた知的生命の宿命論を諭している。

### その他（未来）
カメレオンマン
カメレオン型異形（クリーチャー）。完全な擬態能力を持つが、肉食ではないので特に危険性はない。鳴き声は「ウパシャー」。
戸隠 重明（とがくれ じゅうめい）
「裁きの日」後の世界においても活躍する彫師。堺妻三郎の背中に、西国を旅した時に見た異形（クリーチャー）「阿蘇山の荒顎」を彫る。
阿蘇山の荒顎（あそざんのあらあぎと）
「裁きの日」後の世界で異常進化を遂げた異形（クリーチャー）。頭が複数ある黒い獣のような姿をしている。現代においては2足立ち芸を持つ犬だった。

## 書誌情報
佐藤将 『嵐の伝説』 講談社〈講談社コミックス〉、全3巻
1. 第1巻、2010年8月17日初版発行 ISBN 978-4-06-384359-0 - 描き下ろし人物伝もあり。
2. 第2巻、2011年1月7日初版発行 ISBN 978-4-06-384426-9 - 描き下ろし人物伝もあり。荒川弘、武論尊から帯コメントが寄せられている。
3. 第3巻、2011年10月7日発売 ISBN 978-4-06-384560-0 - 描き下ろし終幕3篇を同時収録。